# أبو مكي (إدلب)
أبو مكي قرية سورية تتبع ناحية مركز معرة النعمان في منطقة معرة النعمان في محافظة إدلب. بلغ عدد سكانها 2,455 نسمة في عام 2004م حسب إحصاء المكتب المركزي للإحصاء.